# Abu l-Abbas Ahmad II.
Abu l-Abbas Ahmad II. (arabisch أبو العباس أحمد, DMG Abū l-ʿAbbās Aḥmad; † 1394) war Kalif der Hafsiden in Ifriqiya (1370–1394).
Ahmad II. kam als Enkel von Abu Bakr II. (1318-1346) nach der Vertreibung der Meriniden zunächst nur in Constantine an die Macht (1357). Allerdings gelang ihm 1370 die erneute Vereinigung des Hafsidenreichs. Indem er die Notabeln in den Städten und die Beduinen unter seine Kontrolle brachte, gelang ihm die Befriedung des Reiches. Beim Neuaufbau der Verwaltung setzte Abu Bakr II. vor allem auf seine Söhne und Brüder, die er als Statthalter in den Provinzen einsetzte.
Durch die Duldung der Piraterie kam es wegen der Beeinträchtigung des Handels immer wieder zu Konflikten mit den christlichen Seemächten. So wurde 1388 die Insel Djerba  von einer Koalition aus Genua, Pisa und Königreich Sizilien erobert. Ein französisch-genuesischer Angriff auf al-Mahdiya scheiterte aber. Die Piraterie der Hafsiden konnte von den christlichen Seemächten jedenfalls nicht erfolgreich bekämpft werden. Nachfolger wurde sein Sohn Abd al-Aziz II. (1394-1434).